# Иван Семёнович (князь новосильский)
Иван (Семёнович?) (ум. после 1370) — князь Новосильский. Согласно традиционной версии, основанной на родословных XVI века — старший сын князя Семёна Михайловича Глуховского. Согласно исследованиям, сын Семёна Михайловича или Александровича. Зять князя литовского Ольгерда.

## Биография
О князе Иване Новосильском известно очень мало. Отчество князя Иоанна Новосильского из источников неизвестно. Р.В. Зотов полагал, что он мог быть сыном Семена или Сергия Александровичей Новосильских, упомянутых в Любецком синодике. По мнению М. К. Любавского и С. М. Кучиньского князь Иоанн был сыном князя Семена Новосильского, то есть приходился родным братом князю Роману Семеновичу. Той же точки зрения придерживается А. В. Шеков. Так же известно что Иван Новосильский был зятем князя литовского Ольгерда и его союзником в противостоянии с Московским княжеством.

## Из послания великого князя литовского Ольгерда константинопольскому патриарху Филофею Коккину
«Напали на зятя моего новосильского князя Ивана и на его княжество, схватили его мать и отняли мою дочь, не сложив клятвы, которую имели к ним». Поскольку мать князя Иоанна была схвачена и пленена, можно думать, что она не была матерью князя Романа Семеновича. Во всяком случае, князю Роману следовало санкционировать свою власть ярлыком-пожалованием правящего хана.

## Литовско-московская война (1368—1372)
В начале этого противостояния старший новосильский стол занимал зять Ольгерда – князь Иоанн Новосильский. Однако в 1370 г. в ответ на военные действия Ольгерда и его союзников московский князь «посылалъ воевать Брянска». Вероятно, в ходе именно этого похода московские войска заняли Калугу, Мценск и отняли княжение у новосильского князя Иоанна. Старший новосильский стол занял князь Роман Семенович.

## Семья
Жена дочь князя литовского Ольгерда. дети неизвестны.